# Fjällig vägglav
Fjällig vägglav (Xanthoria fallax) är en lavart som först beskrevs av Hepp, och fick sitt nu gällande namn av Arnold. Fjällig vägglav ingår i släktet vägglavar, och familjen Teloschistaceae. Enligt den svenska rödlistan är arten akut hotad i Sverige. Arten förekommer i Götaland. Arten har tidigare förekommit i Svealand men är numera lokalt utdöd. Artens livsmiljö är stadsmiljö, jordbrukslandskap.

## Externa länkar

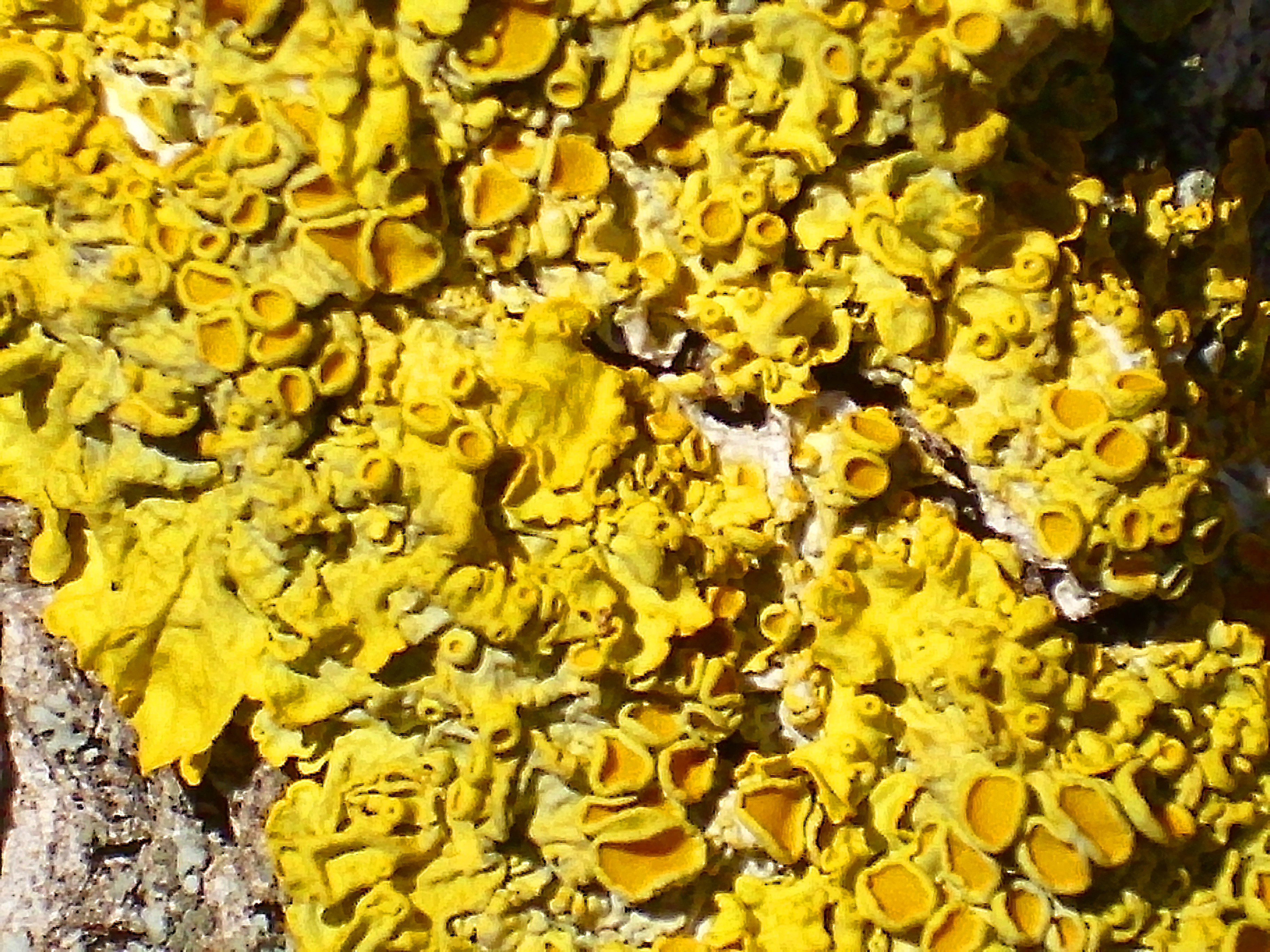
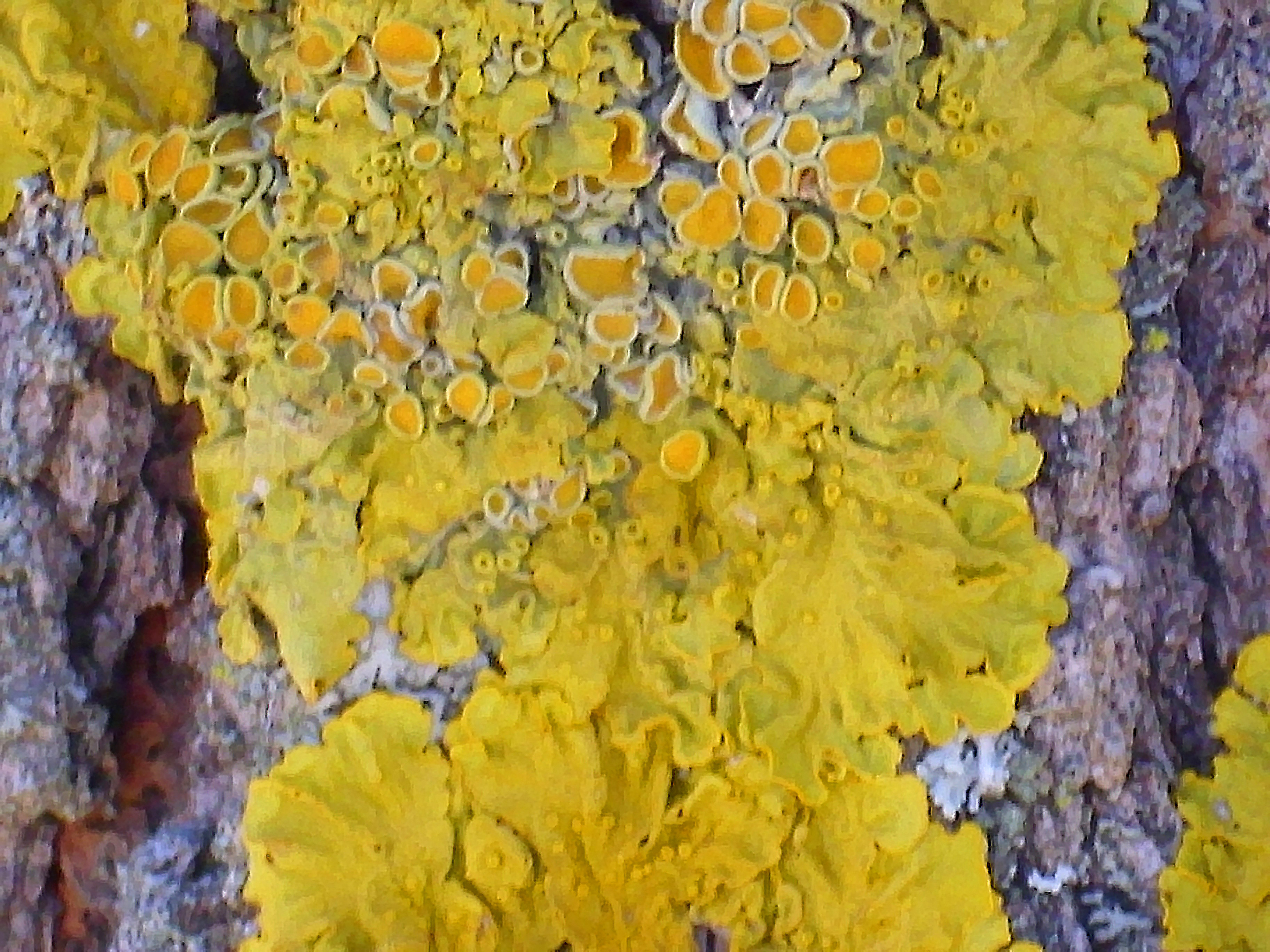
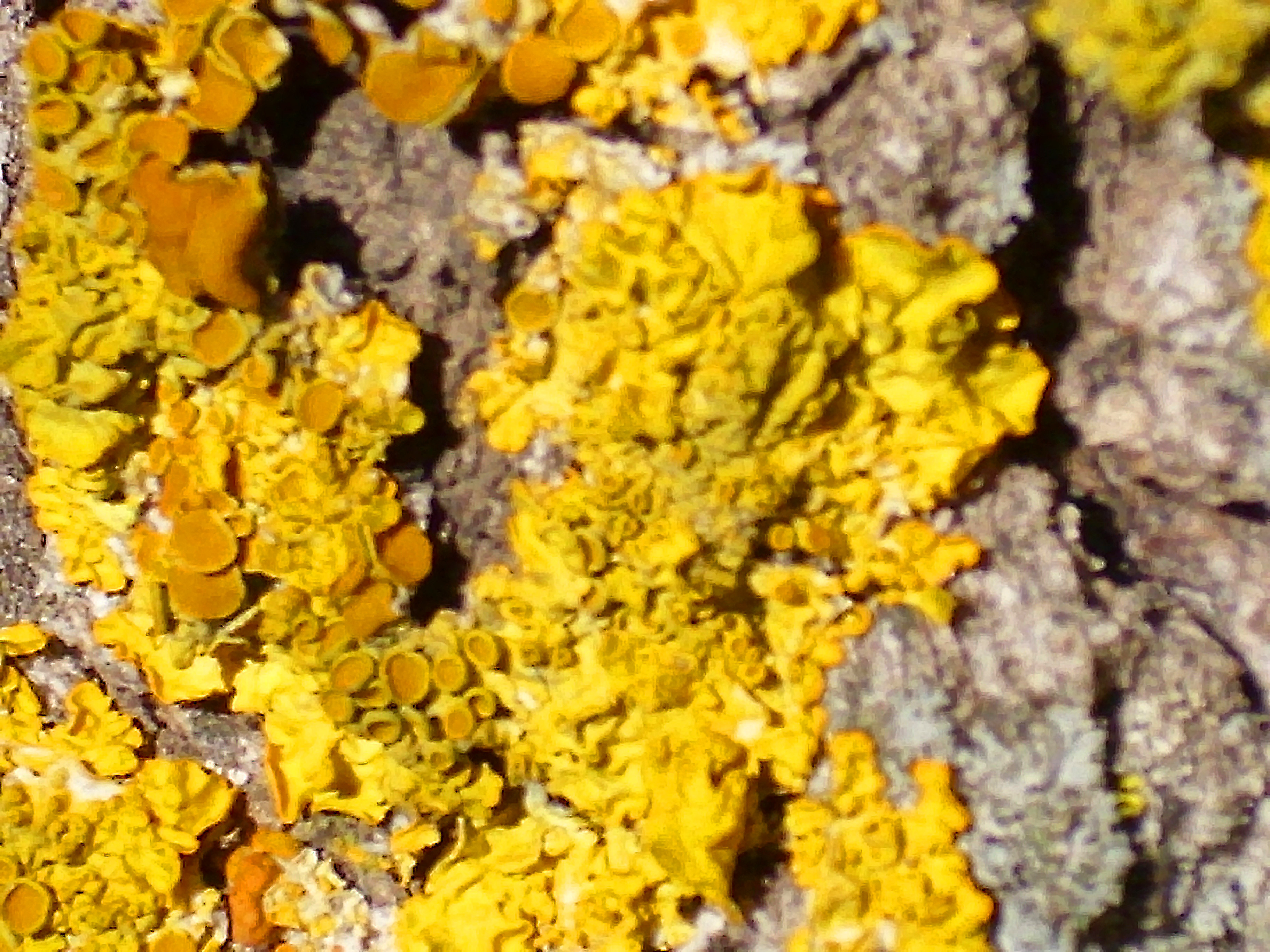